# シュフダ・カーティバ
シュフダ・ビントル・イバリーは、11, 12世紀のバグダードに生きた女性の書家、ハディース学者（ムハッディサ）。より詳しくは、ウンム・ムハンマド・シュフダ・ビント・アビー・ナスル・アフマド・ビン・ファラジュ・ビン・ウマル・イバリーといい、ファフルン・ニサー（女性の誉れ）という尊号（ラカブ）や、カーティバ（女性の書家）という職名がある。シュフダ・カーティバに関する一次史料としては、イブン・ハッリカーンによる『有名人の伝記』がある。

## 生涯
生年は1080年代又は1090年代と見られる。ヒジュラ暦574年ムハッラム月の13日日曜日の正午、90歳を越えて没したと伝わり、没年月は西暦1178年7月である。当代随一の学者（ウラマー）に教えを受け、学識に関する名声は高かった。ことに、膨大な数のハディースを美しい筆跡で書に著し、かつ信頼性が高いので、ハディースのイスナードにおけるシュフダ・カーティバの信頼性ランクは高位とされる。
父系の一族は、ディーナワルを出自とする有力者の家系である。そのため、ディーナワリーという出自名（ニスバ）がある。なお、シュフダ自身はバグダードで生まれ、バグダードで亡くなったため、バグダーディーというニスバもある。また、父系の直系曾祖父にはイバリーという職名があるが、これは針を意味するアラビア語「イブラ」の複数形である。シュフダ・カーティバの父のアブー・ナスル・アフマド・ビン・ファラジュは1112年に亡くなった。
イブン・ハッリカーンによると、シュフダ・カーティバの夫について次のような情報がわかっている。2,4はイブン・ナッジャールという歴史学者の伝えたところによる。1,3はサマーニーという人物がイブン・ナッジャールに伝えたところによる。
1. アブー・ナスルは自分にハディースを教わりに来ていたドゥライニー（1082/3 - 1154）という者に娘のシュフダを娶らせた[1]。
2. ドゥライニーはハリーファ・ムクタフィーの寵を受け、ティグリス川に臨む堤防の上にシャーフィイー学派のマドラサを建てた[1]。その後、マドラサの隣にスーフィーの道場も建設した[1]。
3. アブー・ナスルがドゥライニーとシュフダを結婚させたとき、ムクタフィーのドゥライニーに対する寵愛は絶頂にあった[1]。
4. ドゥライニーはヒジュラ暦549年シャアバーン月の16日火曜日（西暦1154年10月）に亡くなり、バグダードの中心モスクの向かいにあった邸宅の庭に埋葬されたが、四半世紀経ってシュフダが亡くなったときに、アブラズ門の外側にあった墓地に埋葬されることになった妻の隣に移された[1]。

## 女性の誉れ
シュフダ・カーティバは、膨大な数のハディースを収集し、長い生涯を通して多くの弟子たちにそれを伝えた。また、美しい筆跡で書にも著した。イスナードにシュフダ・ビントル・イバリーを持つハディースは、信頼性が高いものとされる。
また、ハンバル法学派のウラマー、イブン・ジャウズィーはシュフダの弟子の一人であり、のちに女性の教育を重視した。
シュフダ・カーティバは、アラビア書道の書家（カリグラファー）としてはイブン・バウワーブ（10世紀）とヤークート・ムスタアスィミー（13世紀）をつなぐ人とされる。三者はいずれもバグダードで活躍し、イブン・バウワーブの直系の弟子筋に当たるシュフダは、その書法を受け継ぎ、後世に伝えた。